# Буряковка (Запорожская область)
Буряковка (укр. Буряківка) — село, Новоандреевский сельский совет, Ореховский район, Запорожская область, Украина.
Село ликвидировано в 1994 году.
Село Буряковка находилось в 1,5 км от села Новопавловка.